# El Amra
El Amra – miasto w Algierii, w prowincji Ajn ad-Dafla.